# Bothriembryon costulata
Bothriembryon costulata är en snäckart som först beskrevs av Jean-Baptiste Lamarck 1822.  Bothriembryon costulata ingår i släktet Bothriembryon och familjen Bulimulidae. Inga underarter finns listade i Catalogue of Life.